# Queen Elizabeth (rose)
Queen Elizabeth est un cultivar de rosier célèbre dans le monde, obtenu en 1954 par le pépiniériste et obtenteur Lammerts aux États-Unis et baptisé en hommage à la reine Élisabeth II. C'est l'un des deux ou trois rosiers les plus vendus au monde dans toute la seconde moitié du XXe siècle.

## Description
Ce rosier à grandes fleurs de couleur rose est un hybride de thé grandiflora très florifère et robuste qui fleurit de juin aux gelées. Il est issu de 'Charlotte Armstrong' et de 'Floradora'. Son buisson résistant aux maladies peut atteindre plus de 2 m de hauteur. C'est une variété extrêmement vigoureuse qui s'adapte aux conditions les plus difficiles.
'Queen Elizabeth' a reçu plusieurs récompenses internationales, dont celle de rose favorite du monde en 1978. Elle est à l'origine de 'White Queen Elizabeth', de couleur blanche.

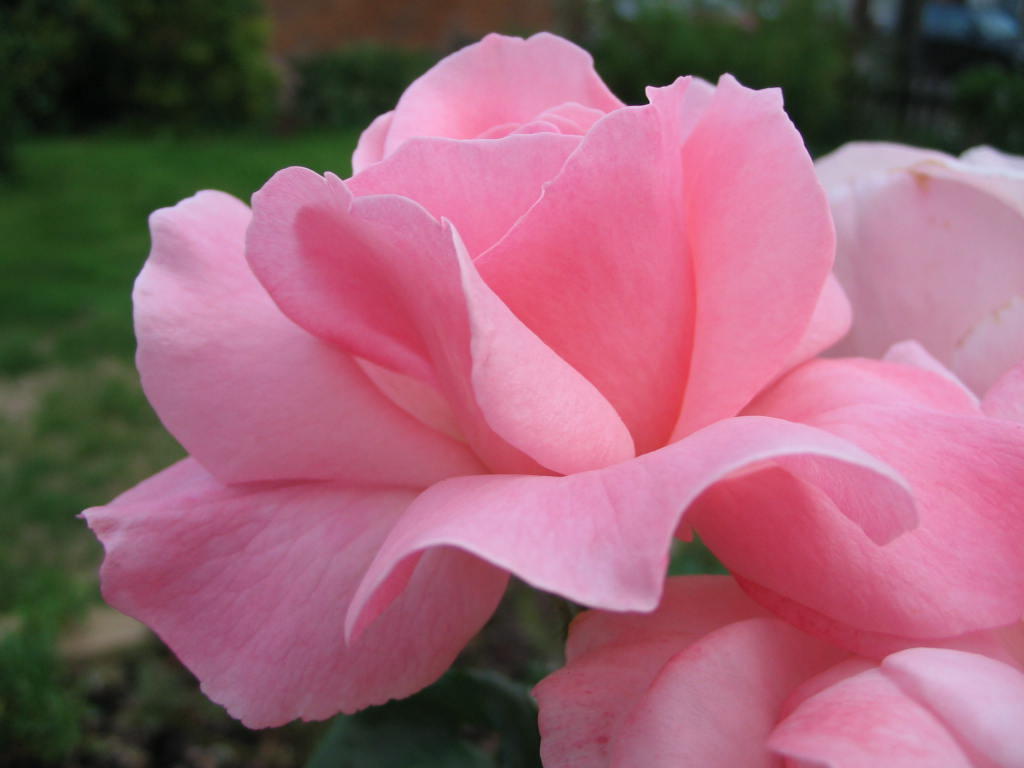
Rose 'Queen Elizabeth'

## Descendance
Parmi sa descendance nombreuse, l'on peut signaler 'Pascali' (Lens 1963) aux fleurs blanches, issue d'un croisement avec 'White Butterfly', ou encore 'Grand Siècle', rose obtenue en 1987 par Delbard.

## Récompenses
- 1955 AARS
- 1955 RNS
- 1960 AARS gold
- 1968 La Haye
- 1978 Rose favorite du monde